# Secretaría Nacional de Administración de Bienes en Extinción de Dominio (Guatemala)
La Secretaría Nacional de Administración de Bienes en Extinción de Dominio (SENABED), es una entidad guatemalteca adscrita y dependiente de la Vicepresidencia de la República, la cual vela por la correcta administración de todos los bienes que tenga bajo su responsabilidad y los declarados en extinción del dominio en aplicación con el Decreto 55-2010 del Congreso de la República, Ley de Extinción de Dominio.

## Lista de Autoridades

### Secretarios generales
| N.º | Secretario General                       | Inicio                  | Final                   | Período     | Notas                                   |
| --- | ---------------------------------------- | ----------------------- | ----------------------- | ----------- | --------------------------------------- |
| 01  | José Amílcar Velásquez Zarate            | 8 de agosto de 2011     | 8 de marzo de 2012      | 2011-2014   | Nombrado por Rafael Espada.             |
| 02  | Miguel Enrique Catalán Orellana          | 11 de junio de 2012     | 7 de agosto de 2014     | 2011-2014   | Nombrados por Roxana Baldetti           |
| 02  | Miguel Enrique Catalán Orellana          | 8 de agosto de 2014     | 24 de noviembre de 2014 | 2014-2017   | Nombrados por Roxana Baldetti           |
| 03  | Luis Gilberto Coronado Tobar             | 4 de diciembre de 2014  | 15 de junio de 2016     | 2014-2017   | Nombrados por Roxana Baldetti           |
| -   | Marvin Leonel Duarte Ortíz (interino)    | 1 de abril de 2016      | 5 de septiembre de 2016 | 2014-2017   | Nombrados por Jafeth Cabrera            |
| 04  | Óscar Humberto Conde López               | 5 de septiembre de 2016 | 7 de agosto de 2017     | 2014-2017   | Nombrados por Jafeth Cabrera            |
| 04  | Óscar Humberto Conde López               | 7 de agosto de 2017     | 4 de junio de 2020      | 2017-2020   | Nombrados por Jafeth Cabrera            |
| -   | Angela Marina Figueroa Molina (interina) | 4 de junio de 2020      | 7 de agosto de 2020     | 2017-2020   | Nombrados por Guillermo Castillo Reyes. |
| 05  | Jorge Mario Andrino Grotewold            | 7 de agosto de 2020     | 8 de diciembre de 2022  | 2020 - 2023 | Nombrados por Guillermo Castillo Reyes. |
| 06  | Gloria Verna Guillermo Lemus             | 7 de agosto de 2023     | En el cargo             | 2023-2026   | Nombrados por Guillermo Castillo Reyes. |

### Secretarios generales adjuntos
| N.º | Secretario General Adjunto        | Inicio                  | Final                  | Período     | Notas                                 |
| --- | --------------------------------- | ----------------------- | ---------------------- | ----------- | ------------------------------------- |
| 01  | Riday Hiram Beltethón Santa-María | 8 de agosto de 2011     | 8 de agosto de 2014    | 2011 - 2014 | Nombrado por Rafael Espada.           |
| 02  | Luis Gilberto Coronado Tobar      | 8 de agosto de 2014     | 3 de diciembre de 2014 | 2014 - 2017 | Nombrado por Roxana Baldetti          |
| 03  | Enrique Octavio Alonzo Aceituno   | 5 de septiembre de 2016 | 30 de junio de 2017    | 2014 - 2017 | Nombrados por Jafeth Cabrera          |
| 04  | Lilian Karina Guerra Duarte       | 7 de agosto de 2017     | 7 de agosto de 2020    | 2017 - 2020 | Nombrados por Jafeth Cabrera          |
| 05  | Angela Marina Figueroa Molina     | 7 de agosto de 2020     | 7 de agosto de 2023    | 2020 - 2023 | Nombrada por Guillermo Castillo Reyes |
| 05  | Angela Marina Figueroa Molina     | 7 de agosto de 2023     | En el cargo            | 2023 - 2026 | Nombrada por Guillermo Castillo Reyes |